# Брегалнишка област
Брегалнишката област е една от 33-те области на Кралството на сърби, хървати и словенци (КСХС), обхващаща част от територията на географската област Македония. Административен център на областта е Щип, а наименованието ѝ произхожда по името на река Брегалница.
Съгласно Видовденската конституция (чл. 95) КСХС е разделено на области, чието население не може да надвижава 800 000 души. Начело на областите са велики жупани. На 26 април 1922 година е приета Наредба за разделянето на страната на области (Уредба о подели земље на области), в която са определени конкретните области. Брегалнишката област граничи с Битолска, Скопска и Вранска област в КСХС, както и с България.
Площта на Брегалнишката област е 4.956 кв. км. По данни от края на 1924 година населението ѝ е 109 416 души, от които 81 590 души живеят в села. В областта има 264 селища и 20 429 къщи.
Областта е съставена от 6 среза:
- Щипски
- Кочански
- Малешки, с център Берово
- Овчеполски, с център Свети Николе
- Радовишки
- Царевоселски

Брегалнишката област е закрита със Закона за името и разделянето на кралството на административни региони (Закон о називу и подели Краљевине на управна подручја) от 3 октомври 1929 година, с който територията ѝ е включена в новосъздадената Вардарска бановина.